# Global Information Grid

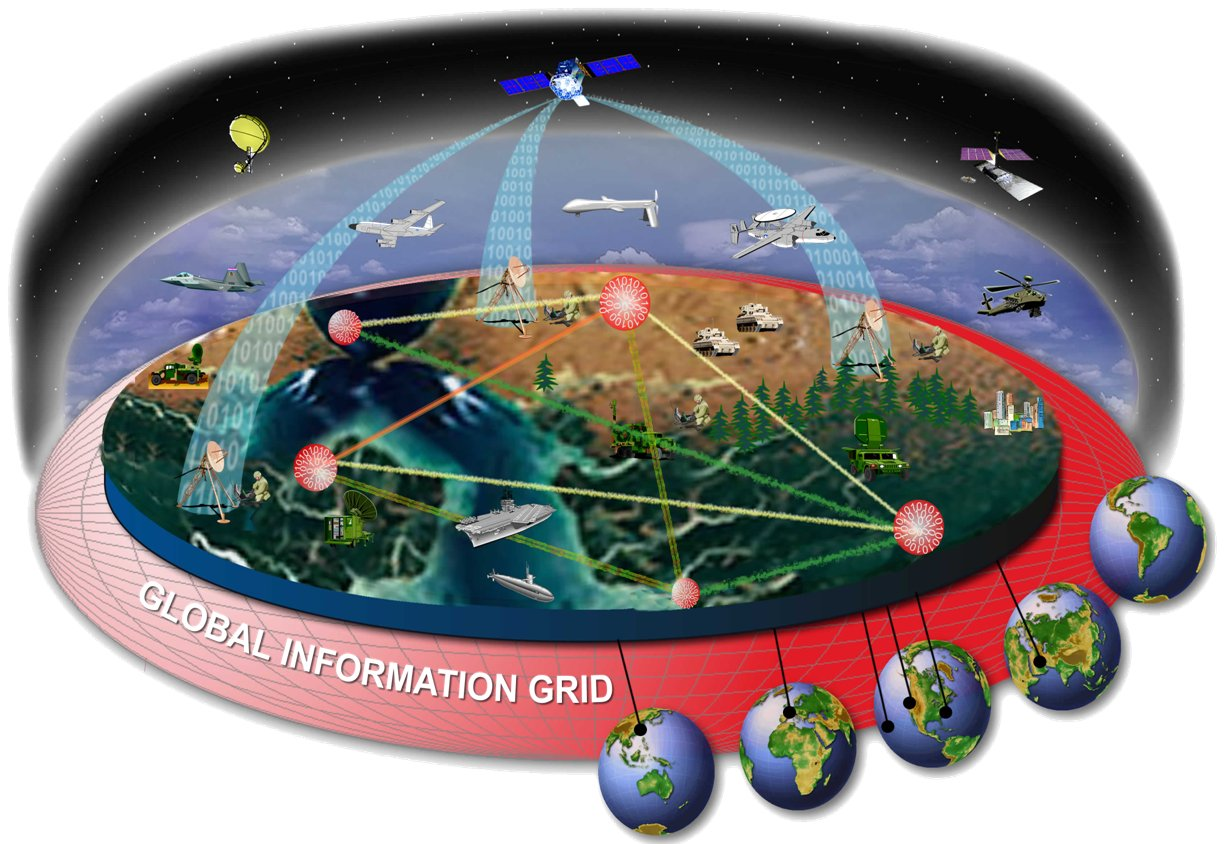
La GIG include ogni sistema del DoD, apparato, software o servizio che trasmetta, immagazzini o processi informazioni del DoD stesso, ed ogni altro servizio associato necessario ad ottenere la superiorità nel campo dell'informazione.

La Global Information Grid (GIG) (in italiano "griglia informativa globale") è un progetto di comunicazione onnicomprensivo del Dipartimento della Difesa degli Stati Uniti.
È definito come un insieme di capacità informative "interconnesse a livello globale e interconnesse per raccogliere, elaborare, archiviare, diffondere e gestire le informazioni su richiesta ai militari, ai responsabili politici ed al personale di supporto".
La GIG comprende comunicazioni e sistemi informatici sia di proprietà che affittati, software (comprese le applicazioni), dati, servizi di sicurezza, altri servizi associati ed i National Security Systems ("Sistemi di Sicurezza Nazionale"). La tecnologia dell'informazione (IT) al di fuori della GIG ("non-GIG") include invece l'IT autonomo, auto-contenuto o incorporato ("embedded") che non è, e non sarà, connesso alla rete aziendale.
Questa nuova definizione rimuove i riferimenti ai Sistemi di Sicurezza Nazionale come definiti nella sez. 5142 del Clinger-Cohen Act del 1996. Inoltre rimuove i riferimenti al GIG fornendo funzionalità da tutte le sedi operative (basi, postazioni, campi, stazioni, strutture, piattaforme mobili e siti distribuiti). Infine, rimuove anche la parte della definizione che discute le interfacce con gli utenti e i sistemi della coalizione, degli alleati e non del Dipartimento della Difesa.
L'interpretazione del termine "GIG" da parte del Dipartimento della Difesa va subendo dei cambiamenti, man mano che il Dipartimento si occupa di nuovi concetti come Cyberspace Operations, GIG 2.0 (un'iniziativa del Joint Staff J6 - "Stato Maggiore congiunto - sezione 6") ed il Department of Defense Information Enterprise (DIE).
La GIG è gestita da un costrutto noto come NetOps - Networked Operations ("operazioni in rete"), che è definito come il quadro operativo costituito da tre compiti essenziali, Situational Awareness (SA), Command & Control (C2) che il Comandante ("CommanDeR") dell'United States Strategic Command (USSTRATCOM) ("Comando strategico degli Stati Uniti"), in coordinamento con il DoD e la Global NetOps Community, impiega per operare, gestire e difendere la GIG per garantire la superiorità delle informazioni.

## LaDefense Information Enterprise - DIE(“Organizzazione Informativa della Difesa”)
L'Organizzazione Informativa del Dipartimento della Difesa (DIE) è definita come la somma delle risorse informative del DoD, le risorse ed i processi necessari per ottenere un vantaggio informativo e condividere le informazioni tra il Dipartimento della Difesa ed i partner di missione, ed include:
- l'informazione stessa e la gestione del ciclo di vita delle informazioni da parte del Dipartimento
- i processi, inclusa la gestione del rischio, associati alla gestione delle informazioni e necessari per portare a termine la missione e le funzioni del DoD
- le attività legate alla progettazione, costruzione, popolamento, acquisizione, gestione, funzionamento, protezione e difesa dell'Organizzazione Informativa
- le risorse informative correlate come personale, fondi, attrezzature e IT, compresi i Sistemi di Sicurezza Nazionali

## Visione
La dottrina della Network-centric Warfare (NCW) (“Guerra in rete”) rappresenta un cambiamento fondamentale nella cultura militare, lontana dalle macchine da guerra compartimentate e verso unità interconnesse che operano in modo coeso. I principi della NCW sono:
- Una forza robusta in rete migliora la condivisione delle informazioni;
- La condivisione delle informazioni ne migliora la qualità ed aumenta la situational awareness ("consapevolezza della situazione") condivisa;
- La consapevolezza della situazione condivisa consente la collaborazione e l'auto-sincronizzazione e migliora la sostenibilità e la velocità di comando;
- La velocità di comando, a sua volta, aumenta drasticamente l'efficacia della missione[6].

A livello di organizzazione (DIE), la creazione di nuovi percorsi con i quali comunicano le componenti militari faciliterà gli oneri della logistica, migliorerà la comunicazione e l'efficacia combattiva del personale impegnato in operazioni militari nel teatro di operazioni, diminuirà i casi di "fuoco amico" legato alla confusione, accelererà la tendenza a ridurre al minimo il danno collaterale e accelererà il flusso di affari. Per i soldati, la consapevolezza della situazione verrebbe tremendamente migliorata collegando ciò che essi vedono con ciò che vede un satellite in orbita sopra di loro.
La cosiddetta "nebbia di guerra" verrebbe diradata da una perfetta comunicazione tra i membri dell'unità, i dispositivi di rilevamento fuori sito ed i comandanti che operano dietro la linea. Una migliore coordinazione può anche aiutare a fornire potenza di fuoco o altre risorse tangibili appropriate ai primi soccorritori durante attacchi interni e disastri naturali in tutto il mondo.

## Esempio di implementazione della GIG
Nelle Forze Armate USA, i Data Link tattici della Serie-J (Link 16, Link 22 e Link J-over-IP) , assemblati nella rete tattica multistrato Joint Data Network (“rete dati congiunti”) che funziona come una singola rete logica, costituiscono il mezzo di riferimento per la trasmissione di dati tattici nella GIG, secondo un concetto sviluppato nel quadro della Network-centric Warfare (NCW).
Il design di questa rete tattica congiunta favorisce lo sviluppo di un'immagine "Operativa" e "Tattica" unica e coerente. Ciò facilita l’invio via satellite dell’immagine, quasi in tempo reale, all'indietro (o Reachback) (cioè al Pentagono, al vertice della catena di comando).